# Norra Möckleby, Sandby och Gårdby församling
Norra Möckleby, Sandby och Gårdby församling är en församling i Södra Ölands pastorat i Kalmar-Ölands kontrakt i Växjö stift i Svenska kyrkan. Församlingen ligger i Mörbylånga kommun i Kalmar län på Öland.

## Administrativ historik
Församlingen bildades 2002 genom sammanslagning av Norra Möckleby församling, Sandby församling och Gårdby församling och ingick därefter i ett pastorat med Glömminge församling som moderförsamling. Församlingen ingår sedan 2010 i Södra Ölands pastorat.

## Kyrkor
- Gårdby kyrka
- Norra Möckleby kyrka
- Sandby kyrka